# Institut polytechnique de Paris
Institut polytechnique de Paris er et fransk ingeniør-institut tilknyttet Conférence des grande écoles. 
Instituttet blev oprettet i 2019 og har i dag omkring 6900 studerende. 

## Forskningslaboratorier
Forskning ved IP Paris er organiseret omkring 5 tematiske poler:
- Energi og klima
- Digital
- Sikkerhed
- Teknologier
- Sundhed.